# ارتورو د وچی
ارتورو د وچی (انگلیسی: Arturo De Vecchi; ۳۰ آوریل ۱۸۹۸ – ۶ ژانویهٔ ۱۹۸۸) ورزشکار شمشیربازی اهل ایتالیا بود.
وی در مسابقات کشوری و بین‌المللی در مجموع برندهٔ ۱ مدال نقره شده‌است.